# Strzelanka

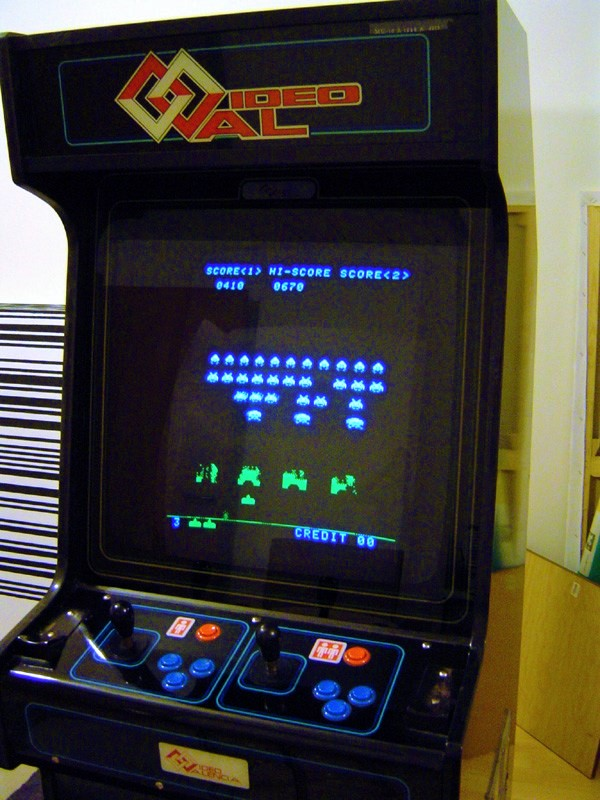
Strzelanka Space Invaders z 1978

Strzelanka lub shooter – jeden z podgatunków komputerowych gier akcji. Zazwyczaj koncentruje się na oddziaływaniu gracza na elementy otoczenia za pomocą broni palnej, a często także białej. Rozgrywka polega na kontroli postaci gracza i eliminacji wirtualnych przeciwników kierowanych przez sztuczną inteligencję lub innych graczy.
Za jedną z pierwszych gier, która utorowała drogę temu gatunkowi i innym tego typu tytułom, uznaje się Space Invaders z 1978.
Strzelanki są jednym z najpopularniejszych gatunków wśród gier komputerowych. Elementy gry, które wpływają na zainteresowanie gracza tym gatunkiem, to głównie kontrola nad rozgrywką, jej nieliniowość i gra w trybie wieloosobowym.

## Podział
Strzelanki stanowią większość stworzonych gier komputerowych, tym samym wśród nich wykształciło się wiele ich rodzajów. Można je podzielić np. według następujących kryteriów:

### Sposób wyświetlania
1. Gry dwuwymiarowe (2D) – postać gracza i wrogów widoczna jest z boku lub z góry, bez skalowania obiektów. Widok z boku określa się jako horizontal shooter, widok z góry to vertical shooter. W przypadku gier, w których przesuwa się tło, używa się także określeń horizontal i vertical scrolling[5]. Prócz tego istnieją również gry wyświetlane diagonalnie – gracz porusza się po ukosach, tak samo przesuwa się tło.
2. Gry trójwymiarowe (3D) – gry, wśród których można wyróżnić te z widokiem perspektywy pierwszej osoby (strzelanka pierwszoosobowa), gdzie gracz widzi otoczenie własnymi oczami lub z wnętrza obiektu, którym steruje (pojazdu, statku kosmicznego)[6] oraz te z perspektywy trzeciej osoby (strzelanka trzecioosobowa), gdzie postać gracza może być widoczna z różnych punktów przestrzeni, zazwyczaj ukazany jest zza pleców bohatera[7]. W wielu grach istnieje możliwość przełączania między trybami FPP i TPP. W niektórych grach kamera jest ruchoma, gracz jest ukazywany w najbardziej dogodnej pozycji, dzięki temu takie gry zyskują większą dynamikę i sprawiają wrażenie filmu.
3. Gry pseudo-trójwymiarowe (2.5D) – jest to zmodyfikowana wersja vertical shooter, gdzie tło i obiekty widoczne są również z góry, lecz w perspektywie. Obiekty znajdujące się dalej są mniejsze od tych znajdujących się bliżej i następuje ich skalowane w miarę zbliżania się w kierunku gracza[8].

### Sposób poruszania się
1. W grach dwuwymiarowych i pseudo-trójwymiarowych bohater może poruszać się po linii prostej (lewo-prawo, rzadziej góra-dół), np. Space Invaders, Galaxian, Moon Cresta, lub po całym ekranie (większość gier arcade wyprodukowanych po roku 1981).
2. Ruch rotacyjny – obiekt, którym steruje gracz obraca się wokół własnej osi, a sposób poruszania odbywa się jedynie w linii prostej, w kierunku, w którym zwrócony jest przód obiektu, niekiedy także do tyłu. Przykłady takich gier to: Asteroids, Bosconian, Implosion.
3. Specyficznym podgatunkiem jest rail shooter, w którym możliwość sterowania postacią przez gracza jest ograniczona do minimum, sam gracz za to porusza celownikiem broni[9]. Przedstawicielami tego gatunku są Virtua Cop, Panzer Dragoon, The House of the Dead, Action Force 2, Prohibition.